# Jorge Morel
Jorge Emanuel Morel Barrios (Asunción, Paraguay, 22 de enero de 1998) es un futbolista paraguayo. Juega como defensor en el Club Cerro Porteño de la Primera División de Paraguay.

## Trayectoria

### Club Guaraní
Jorge Morel se inició en el fútbol con el Club Guaraní.  Debutó en su carrera profesional el 15 de febrero de 2016 en un partido ante el Club Sportivo Luqueño en la Primera División de Paraguay. Obtuvo su primer título profesional al coronarse campeón de Paraguay en el Clausura 2016. El 14 de mayo de 2017, en un partido ante el Sportivo Luqueño, Morel anotó su primer gol con el club.

### Club Atlético Lanús
En julio de 2021 fue traspasado al Club Atlético Lanús de la Primera División de Argentina. El joven futbolista paraguayo es propiedad de Guaraní y en el último tiempo estuvo en Lanús, club que adquirió un 20 por ciento de su ficha y el cual que tenía la potestad de compra otro 50 por ciento y finalmente no lo hizo.

### Club Estudiantes de La Plata
El 22 de enero de 2022, en el día de su cumpleaños, se realizó la revisión médica y Estudiantes de La Plata lo sumó por un año a préstamo y con opción de compra. El 12 de febrero de 2022 debutó en Estudiantes ingresando a los 66 minutos del partido que el local le ganó a Independiente por 2 a 1.
El 29 de abril de 2022, Estudiantes le gana a Aldosivi 2 a 1, y se retira ovacionado por todo el público presente en el Estadio UNO de La Plata. 
El 24 de julio de 2022, convierte el único gol de Estudiantes en la derrota ante Boca Juniors por 3 a 1.

## Selección nacional
En 2015, participó con la selección de fútbol sub-17 de Paraguay en el Campeonato Sudamericano de Fútbol Sub-17 de 2015 que se llevó a cabo en su país. Morel apareció en el torneo contra Venezuela, Perú, Argentina, Ecuador y dos veces contra Colombia y Brasil. Morel anotó un gol en el partido contra Brasil.
En 2015, Morel participó en el Copa Mundial de Fútbol Sub-17 de 2015 con la selección sub-17 de Paraguay. Morel apareció en el torneo contra Siria y Francia. Morel marcó un gol en el partido contra la selección siria.
En 2017, Morel participó en el Campeonato Sudamericano de Fútbol Sub-20 de 2017 organizado en Ecuador con la Selección de fútbol sub-20 de Paraguay. Morel apareció en el torneo contra Colombia, Chile, Brasil  y Ecuador.
El 10 de octubre de 2019 Morel debutó con la selección de fútbol de Paraguay en la derrota por 1-0 ante Eslovaquia. Al hacer su debut, Morel dijo en una entrevista que “Cada logro que obtengo marca algo en mi vida, pero debutar en la selección absoluta hasta ahora es lo mejor. Estoy muy feliz de lograr esto a una edad tan temprana ".

## Estadísticas

### Clubes
Actualizado al último partido disputado el 7 de junio de 2023.
| Club                              | Div.          | Temporada     | Liga  | Liga  | Copas nacionales | Copas nacionales | Copas internacionales | Copas internacionales | Total | Total |
| Club                              | Div.          | Temporada     | Part. | Goles | Part.            | Goles            | Part.                 | Goles                 | Part. | Goles |
| --------------------------------- | ------------- | ------------- | ----- | ----- | ---------------- | ---------------- | --------------------- | --------------------- | ----- | ----- |
| Club Guaraní Paraguay             | 1.ª           | 2016          | 16    | 0     | —                | —                | 0                     | 0                     | 16    | 0     |
| Club Guaraní Paraguay             | 1.ª           | 2017          | 14    | 2     | —                | —                | —                     | —                     | 14    | 2     |
| Club Guaraní Paraguay             | 1.ª           | 2018          | 35    | 0     | 4                | 0                | 4                     | 2                     | 43    | 2     |
| Club Guaraní Paraguay             | 1.ª           | 2019          | 41    | 4     | 2                | 0                | 2                     | 0                     | 45    | 4     |
| Club Guaraní Paraguay             | 1.ª           | 2020          | 23    | 1     | —                | —                | 10                    | 1                     | 33    | 2     |
| Club Guaraní Paraguay             | 1.ª           | 2021          | 14    | 0     | —                | —                | 3                     | 0                     | 17    | 0     |
| C. A. Lanús Argentina             | 1.ª           | 2021          | 20    | 0     | —                | —                | —                     | —                     | 20    | 0     |
| C. A. Lanús Argentina             | Total club    | Total club    | 20    | 0     | 0                | 0                | 0                     | 0                     | 20    | 0     |
| Estudiantes de La Plata Argentina | 1.ª           | 2022          | 31    | 3     | 1                | 0                | 13                    | 0                     | 45    | 3     |
| Estudiantes de La Plata Argentina | Total club    | Total club    | 31    | 3     | 1                | 0                | 13                    | 0                     | 45    | 3     |
| Club Guaraní Paraguay             | 1.ª           | 2023          | 2     | 0     | —                | —                | —                     | —                     | 2     | 0     |
| Club Guaraní Paraguay             | Total club    | Total club    | 145   | 7     | 6                | 0                | 19                    | 3                     | 170   | 10    |
| Adana Demirspor Turquía           | 1.ª           | 2022-23       | 12    | 1     | —                | —                | —                     | —                     | 12    | 1     |
| Adana Demirspor Turquía           | Total club    | Total club    | 12    | 1     | 0                | 0                | 0                     | 0                     | 12    | 1     |
| Total carrera                     | Total carrera | Total carrera | 208   | 11    | 7                | 0                | 32                    | 3                     | 247   | 14    |

## Palmarés

### Campeonatos nacionales
| Título                       | Club         | País     | Año  |
| ---------------------------- | ------------ | -------- | ---- |
| Primera División de Paraguay | Club Guaraní | Paraguay | 2016 |
| Copa Paraguay                | Club Guaraní | Paraguay | 2018 |